# Viehberg
Der Viehberg ist mit 1112 m ü. A. der höchste Gipfel des Freiwaldes (österreichischer Teil des Gratzener Berglandes) im unteren (östlichen) Mühlviertel und einer der höchsten Gipfel des gesamten Mühlviertels in Oberösterreich.
Er liegt 1,5 km westlich der Gemeinde Sandl und nur 5 km von der tschechischen Grenze entfernt. Die nächste größere Stadt ist die Bezirkshauptstadt Freistadt in 10 km Entfernung.
Der Viehberg ist weit ausladend, erhebt sich aber nur 200–300 m über die umgebenden Siedlungen. Er ist teilweise bewaldet, teils mit Almwiesen bedeckt, woher auch sein Name herrühren dürfte. Über den Gipfel verläuft die europäische Wasserscheide zwischen Donau und Moldau. Das Gebiet entwässert großteils nach Nordwesten zur Maltsch (tschech. Malše) und nur im Süden zur Waldaist.
Am Südhang des Viehberges gibt es einen Weiler gleichen Namens, wo auch – ebenso wie an der Westflanke bei Sandl – ein Quellbach der Maltsch entspringt. Im Norden senkt sich der Berg zu den Wiesen von Eben und Hacklbrunn, hinter denen sich das Bergland wieder zum Plochwald (1040 m) erhebt, bzw. im Nordwesten zum Doppelgipfel Schwarze Mauer und Kamenec (beide 1072 m), zwischen denen die Staatsgrenze verläuft.
Geologisch gehört der Berg, wie der Großteil des Mühlviertels, zur Böhmischen Masse, die hauptsächlich aus Graniten besteht.
Für den Wintersport ist der Viehberg mit zwei Schleppliften erschlossen, neben denen etwa 3 km Skipisten zur Verfügung stehen. Eine botanische Besonderheit ist der dichte Bewuchs mit Heidelbeeren, auch auf dem Boden der Skipisten.

## Namensherkunft
Der Name Viehberg soll aus der Zeit der Franzosenkriege (um 1809) kommen. Damals trieben die Bauern das Vieh auf den Berg, um es vor der Schlachtung durch die Franzosen zu schützen. Von jedem Bauernhaus ging eine Person mit, um die Tiere in den sumpfigen Mooren zu hüten.